# Liste von Flugzeugtypen/N–S
Liste von Flugzeugtypen
A–B C–D E–H I–M N–S T–Z
N – O – P – Q – R – S

## N

### Naglo
- Jagdeinsitzer

### Nakajima Hikōki
- AT-2 (Lizenz-Nachbau der Douglas DC-2)
- A4N1
- B5N Kankoh Alliierter Codename: Kate
- B6N Tenzan (Himmlischer Berg) Alliierter Codename: Jill
- C6N Saiun (Farbige Wolke) Alliierter Codename: Myrt
- E2N
- E4N
- E8N Alliierter Codename: Dave
- G5N Shinzan (Tiefe Berge) Alliierter Codename: Liz
- G8N Renzan (Bergkette) Alliierter Codename: Rita
- J1N Gekko (Mondschein) Alliierter Codename: Irving
- J5N Tenrai (Himmlischer Donner)
- J9Y Kikka
- Ki-4
- Ki-27 Setsu Alliierter Codename: Nate
- Ki-43 Hayabusa (Wanderfalke) Alliierter Codename: Oscar
- Ki-44 Shoki (Dämon) Alliierter Codename: Tojo
- Ki-49 Donryu (Sturmdrache) Alliierter Codename: Helen
- Ki-84 Hayate (Sturm) Alliierter Codename: Frank
- Ki-87
- Ki-115 Tsuragi (Säbel)
- Type 5
- Type 91
- Type B-6 Kei-Gin Go (Leuchtendes Silber)

### NAMC(Nanchang)
- NAMC K-8 Karakorum
- NAMC Q-/A-5 Fantan

### NAMC(Nihon Aircraft Manufacturing Co. Ltd.)
- NAMC YS-11

### Nardi
- Nardi FN.305
- Nardi FN.333 Riviera

### NAL (Indien)
- NAL Hansa
- NAL Saras

### Nauchno-Issledowatelski Aero-Institut
- NIAI LK-1

### Naval Aircraft Factory(NAF)
- Naval Aircraft Factory NM (1925)
- Naval Aircraft Factory MF
- Naval Aircraft Factory NC
- Naval Aircraft Factory H16
- Naval Aircraft Factory N2N
- Naval Aircraft Factory N3N
- Naval Aircraft Factory N5N
- Naval Aircraft Factory PN
- Naval Aircraft Factory P2N
- Naval Aircraft Factory P4N
- Naval Aircraft Factory F-5L
- Naval Aircraft Factory TG
- Naval Aircraft Factory TS
- Naval Aircraft Factory OSN
- Naval Aircraft Factory OS2N (Kingfisher)
- Naval Aircraft Factory PBN (Nomad)
- Naval Aircraft Factory SBN
- Naval Aircraft Factory SON (Seagull)
- Naval Aircraft Factory TN
- Naval Aircraft Factory T2N
- Naval Aircraft Factory TDN (Drohne)
- Naval Aircraft Factory TD2N (Drohne)

### Neiva
- B Monitor
- BN-1
- BN-2
- L-7 Campeiro
- L-42 Regente Elo
- T-25 Universal

### New Standard Aircraft Company
- Gates-Day GD-24
- New Standard D-24
- New Standard D-25
- New Standard D-26
- New Standard D-27
- New Standard D-28
- New Standard D-29
- New Standard D-31
- New Standard D-32
- New Standard D-33

### Nieuport
- Nieuport I
- Nieuport II
- Nieuport IV (G & H)
- Nieuport IX
- Nieuport Hydroavion (Pusher)
- Nieuport Wasser Anderthalbdecker
- Nieuport 10
- Nieuport 11
- Nieuport 12
- Nieuport 13
- Nieuport 14
- Nieuport 17
- Nieuport 21
- Nieuport 23
- Nieuport 27
- Nieuport 28
- Nieuport-Delage Ni-D.29
- Nieuport-Delage Ni-D.30
- Nieuport-Delage Ni-D.52
- Nieuport-Delage Ni-D.121
- Nieuport-Delage Ni-D.390
- Nieuport-Delage Ni-D.450
- Nieuport-Delage Ni-D.540
- Nieuport-Delage Ni-D.590
- Nieuport-Delage Ni-D.640
- Nieuport-Delage Ni-D.941
- Nieuport-Delage Sesquiplan
- Nieuport-Dunne D-8
- Nieuport Ni.140
- Nieuport Ni.160
- Nieuport Ni.161

### Nikitin-Schewtschenko
- IS-1
- IS-2 auch als I-220 bekannt
- IS-4
- IS-18

### Nikol
- A-2

### Noorduyn
- Norseman (C-64, UC-64)

### Nord /Société Nationale de Constructions Aéronautiques du Nord(SNCAN)
- Nord 1000 Pingouin, Version der Messerschmitt Bf 108
- Nord 1001 Pingouin I, Version der Messerschmitt Bf 108
- Nord 1002 Pingouin II, Version der Messerschmitt Bf 108
- Nord 1100 Noralpha, Version der Messerschmitt Bf 108
- Nord 1203 Norécrin, Version der Messerschmitt Bf 108
- SNCAN Nord 1402 Noroit
- Nord 1500 Noréclair
- Nord 2200

### Nord Aviation
- Nord 260 Super Broussard
- Nord 262
- Nord 500 Cadet
- Nord 702
- Nord 2501–2510 Noratlas
- Nord 3202
- Nord 3400

### Norman Thompson
- Norman Thompson N.T.2B
- Norman Thompson N.T.4

### North American Aviation
Die erste Firmeninterne Bezeichnung wurde mit angegeben.
- North American O-47, GA-15
- North American BT-9 Yale, NA-19
- North American XB-21, NA-21
- North American AT-6 Texan (Harvard), NA-26
- North American BC-1, NA-36
- North American B-25 Mitchell, NA-62
- North American B-28 Dragon, NA-63
- North American A-27, NA-69
- North American P-51 Mustang, NA-72
- North American P-64, NA-68
- North American P-51 Apache, NA-97
- North American F-82 Twin Mustang, NA-120
- North American B-45 Tornado, NA-130
- North American FJ Fury, NA-134
- North American F-86 Sabre, NA-140
- North American A-2 Savage, NA-146
- North American YF-93, NA-157
- North American T-28 Trojan, NA-159
- North American F-100 Super Sabre, NA-180
- North American YF-107, NA-212
- North American X-15, NA-240
- North American T-2 Buckeye, NA-241
- North American T-39 Sabreliner, NA-246
- North American XF-108 Rapier, NA-257
- North American A-5 / RA-5C Vigilante, NA-269
- North American XB-70 Valkyrie, NA-278
- North American OV-10 Bronco, NA-300
- Rockwell (NAA)-MBB X-31

### Northrop Corporation
- Alpha
- Beta
- Gamma
- Delta
- Northrop BT-1 Trägergestützter Bomber (1938)
- B-2 Spirit
- F-5 Freedom Fighter, Tiger
- F-15 Reporter
- F-20 Tigershark
- F-89 Scorpion
- MX-324 Experimentalflugzeug
- N-1M Nurflügler-Prototyp
- N-3PB Wasserflugzeug
- N-9M Nurflügler-Prototyp
- P-61 Black Widow
- T-38 Talon
- Tacit Blue
- X-4 Prototyp
- X-47A Pegasus
- XB-35 Nurflügler-Prototyp
- XP-56 Black Bullet
- XP-79 Flying Ram
- YA-9 Prototyp
- YB-49 Nurflügler-Prototyp
- YF-17 siehe McDonnell Douglas F/A-18
- YF-23 Black Widow II
- Sea Ferret (von Northrop Grumman)

### Neman
- ChAI-1
- ChAI-5
- R-10

## O

### Oberlerchner
- Oberlerchner JOB 5
- Oberlerchner JOB 15

### Oeffag
- Oeffag C.I
- Oeffag C.II
- Oeffag D.II
- Oeffag D.III

### Oertz
- W4
- W5
- W6 Flugschoner
- W8
- Militär-Eindecker II

### OKB-1 und -2
- EF 126
- EF 131 V1
- EF 140
- 150
- 346

### OMF (Ostmecklenburgischer Flugzeugbau)
- OMF Koliber 160A
- OMF 160 Symphony
- OMF Wilga 2000

### Orenco
- Orenco Type A

### Orličan
- L-40 Meta Sokol
- M-1 Sokol
- M-2 Skaut
- M-3 Bonzo

### Österreichische Aviatik
- Österreichische Aviatik B.I
- Österreichische Aviatik B.II
- Österreichische Aviatik B.III
- Österreichische Aviatik (Knoller) B.I
- Österreichische Aviatik (Knoller) C.I
- Österreichische Aviatik (Knoller) C.II
- Österreichische Aviatik (Berg) D.I
- Österreichische Aviatik (Berg) D.II
- Österreichische Aviatik (Berg) D.III
- Österreichische Aviatik G 30.04 (Versuch)
- Österreichische Aviatik (Berg) Dr.I
- Österreichische Aviatik (Berg) C.I
- Österreichische Aviatik (Berg) C.II
- Österreichische Aviatik (Berg) G.I (Versuch)

### Otto
- Doppeldecker
- Otto B
- Otto B.I
- Otto C
- Otto C.I
- Otto C.II

### Otto Aviation
- Otto Aviation Celera 500L

### Ouest /Société Nationale de Constructions Aéronautiques de l’Ouest(SNCAO)
- SNCAO CAO.30
- SNCAO CAO.200
- SNCAO CAO.600
- SNCAO CAO.700

## P

### PacAero
- Learstar

### Packard-Le Père
- LUSAC-11

### Panavia Aircraft GmbH
- Tornado

### Pander
- Typ E
- Typ P
- S-4 Postjager

### Parnall
- Scout
- Puffin
- Panther
- Plover
- Possum
- Pixie
- Pike
- Perch
- Peto
- Pipit
- Imp
- Elf
- Prawn
- Heck

### Partenavia Costruzioni Aeronautiche SpA
- P48 Astore
- P52 Trigotto
- P53 Aeroscooter
- P55 Tornado
- P57 Fachiro
- P59 Jolly
- P64 Oscar
- P66
- P68 Victor / Observer
- P70 Alpha

### Pasped
- Skylark

### Paul Schmitt (Ateliers de constructions mécaniques et aéronautiques Paul Schmitt)
- PS-6
- PS-7
- PS-0
- PS-10

### Paulista
- CAP.1 Planalto
- CAP.4 Paulistinha

### Payen
- Payen Pa 100
- Payen Pa 101
- Payen Pa 112
- Payen Pa 22

### Pazmany Aircraft Corporation
- PL-1 Laminar
- LT-200

### Pemberton-Billing
- Pemberton-Billing P.B.1
- Pemberton-Billing P.B.2
- Pemberton-Billing P.B.3
- Pemberton-Billing P.B.5
- Pemberton-Billing P.B.7
- Pemberton-Billing P.B.9
- Pemberton-Billing P.B.23
- Pemberton-Billing P.B.25
- Pemberton-Billing P.B.29

### Percival
- Percival Mew Gull
- Percival Pembroke
- Percival Petrel
- Percival Prentice
- Percival President
- Percival Prince
- Percival Proctor
- Percival Vega Gull

### Petljakow
- Pe-2
- Pe-3
- Pe-8

### Pfalz
Pfalz-Flugzeugwerke, Speyer, ab 1964 Umbenennung in VFW (Vereinigte Flugtechnische Werke), ab 1983 MBB (Messerschmitt-Bölkow-Blohm), ab 1991 Deutsche Airbus, ab 1997 Pfalz-Flugzeugwerke GmbH (PFW) und ab 2006 PFW Aerospace AG
- A.I
- A.II
- Dr.I
- Dr.II
- D.I
- D.II
- D.III
- D.IV
- D.VI
- D.VII
- D.VIII
- D.XI
- D.XII
- D.XIII
- D.XIV
- D.XV
- E.I
- E.II
- E.III
- E.IV
- E.V

### Phönix
- C.I
- D.I
- D.II
- D.III
- D.IV

### Piaggio
Heutige Bezeichnung: Piaggio Aero Industries
- P.2 Jagdeinsitzer, 1923
- P.3 Nachtbomber, 1923
- P.6 Katapultflugzeug, 1927
- P.7 Experimental-Wasserflugzeug, 1928
- P.8 Seeaufklärer, 1928
- P.10 Jagdeinsitzer, 1932
- P.11 zweisitziger Trainer
- P.12 zweimotoriges Reiseflugzeug
- P.16 schwerer Bomber, 1934
- P.23M zweimotoriger Langstreckentransporter
- P.23R Rekordflugzeug, 1936
- P.32 zweimotoriger Bomber
- P.50 viermotoriger Bomber
- P.108 Bombardiere (Bomber)
- P.111 einmotorige Versuchsmaschine für Höhenversuche
- P.119 Jagdflugzeug-Prototyp
- P.133 Version der P.108B
- P.136 Gabbiano (Möwe – englisch: Gull)
- P.148 einmotoriger Tiefdecker
- P.149 Trainer
- P.150 Trainer – Prototyp
- P.166 zweimotoriges Mehrzweckflugzeug
- P.180 Avanti → (Piaggio Aero Industries P.180 Avanti)
- RP.196 (Projekt)
- Piaggio-Douglas PD.808 zweistrahliger Transporter

### Piel
- CP-30 Emeraude/Smaragd/Super Emeraude/Saphir (CP-30, CP-301, CP-3xx, CP-13xx)
- CP-60 Diamant/Super Diamant
- CP-70 Beryl (CP-750 Super Beryl)
- CP-80
- CP-90 Pinocchio
- CP-150 Onyx
- CP-402 Donald
- CP-500

### Pietenpol
- Pietenpol Air Camper

### Polyteknikkojen ilmailukerho
Segelflugzeuge
- PIK-1  nicht ausgeführt
- PIK-2  nicht ausgeführt
- PIK-3  Kleinserie
- PIK-3c Kajava  in Serie gebaut
- PIK-4  nicht ausgeführt
- PIK-5  in Serie gebaut
- PIK-6  nicht ausgeführt
- PIK-7 Harakka Schulgleiter, in Serie gebaut
- PIK-10  Motorsegler
- PIK-12  Kleinserie
- PIK-13  Prototyp
- PIK-14  nicht ausgeführt
- PIK-16 Vasama (Pfeil)  in Serie gebaut von Lehtovaara OY
- PIK-17  zwei Prototypen
- PIK-20 Tiu  in Serie gebaut von Molino / Eiri Avion OY
- PIK-20E  Motorsegler Serienbau in Finnland und Frankreich
- PIK-22  nicht ausgeführt
- PIK-24  Motorsegler.
- PIK-30  17m-PIK-20E  (Nummer inoffiziell durch Issoire vergeben)

Motorflugzeuge
- PIK-8  nicht ausgeführt
- PIK-9  nicht ausgeführt
- PIK-11  Kleinserie
- PIK-15 In Serie gebaut bei Valmet.
- PIK-18  Leichtflugzeug
- PIK-19  Prototyp
- PIK-21  Leichtflugzeug, Kleinserie
- PIK-23  auch Valmet PIK-23 Towmaster – zwei Prototypen
- PIK-25  Leichtflugzeug
- PIK-26 Ultraleichtflugzeug, Kleinserie
- PIK-27  Fertigung noch offen

### Pilatus Aircraft
- P-2
- P-3
- P-4
- PC-6 Porter
- PC-6 Turbo Porter
- PC-7
- PC-7 Mk II
- PC-8D Twin Porter
- PC-9
- PC-11 Pilatus B4 – Segelflugzeug
- PC-12
- PC-21
- PC-24 Business-Jet

### Pintsch
- Schwalbe II

### Piper Aircraft Corporation
- L-4 Grasshopper (J-3)
- L-18C Super Cub
- L-21B Super Cub
- J-2 Cub
- J-3 Cub
- TG-8 Training Glider (J-3 Cub)
- J-4 Cub Coupe
- J-5 Cub Cruiser
- PA-11 Cub Special (L-18B)
- PA-12 Super Cruiser
- PA-14 Family Cruiser (auch Wasserflugzeug)
- PA-15 Vagabond
- PA-16 Clipper
- PA-17 Vagabond
- PA-18 Super Cub
- PA-19
- PA-20 Pacer
- PA-21 (Prototyp, zweimotoriger Schulterdecker)
- PA-22 Tri-Pacer, Colt 108
- PA-23 Apache (zweimotorig)
- PA-23-250 Aztec (zweimotoriger Boxer)
- PA-24 Comanche
- PA-25 Pawnee
- PA-26 Comanche 400
- PA-27 Aztec
- PA-28 Cherokee
- PA-29 Papoose (Prototyp, einmotoriger, zweisitziger Tiefdecker)
- PA-30 Twin Comanche (zweimotorig)
- PA-31 Navajo (zweimotorig)
- PA-31T Cheyenne (zweimotorige Turboprop)
- PA-32 Cherokee Six
- PA-32R Lance, Saratoga
- PA-33 Pressurized Comanche (Prototyp)
- PA-34 Seneca (zweimotorig)
- PA-35 Pocono (Prototyp, zweimotoriges Zubringerflugzeug, 18 Passagiere)
- PA-36 Pawnee Brave
- PA-37 Pressurized Twin (Entwürfe, zweimotorig)
- PA-38 Tomahawk
- PA-39 Comanche C/R
- PA-40 Arapaho (3 Prototypen, zweimotorig)
- PA-41 (Prototyp, zweimotorig, druckbelüftete Aztec)
- PA-42 Cheyenne (zweimotorige Turboprop)
- PA-43 (Prototyp, zweimotorig, ähnlich Navajo)
- PA-44 Seminole (zweimotorig)
- PA-45 I (Entwürfe, Hochleistungsflugzeug, ein- oder zweimotorig)
- PA-45 II (Prototyp, Aerostar 800)
- PA-46 Malibu
- PA-47 PiperJet
- PA-48 Enforcer
- PA-50 Freedom Family (Entwürfe, Cherokee-Nachfolge, einmotorig)
- PA-60 Aerostar (zweimotorig)
- Piper 6X (PA-32R Saratoga)
- Piper 6XT (PA-32R Turbo Saratoga)
- Piper PiperSport siehe: CSA SportCruiser

### Pipistrel
- Apis/Bee
- Panthera
- Sinus
- Spider
- Taurus
- Twister
- Virus

### Pitcairn Aircraft
- PCA-1
- PCA-2
- PAA-1
- PA-5 Mailwing
- PA-18
- PA-19
- PA-20
- PA-22
- PA-24
- PA-33, YG-2, XOP-2
- PA-34
- AC-35
- PA-36
- PA-39
- PA-44, XO-61

### Plage & Laskiewicz
Siehe Lublin

### Polikarpow
- BDP-2 (MP)
- PM-1 (P-2)
- Po-2/U-2 (U-2)  (NATO-Codename: Mule)
- I-3
- I-5
- I-15 Tschaika
- I-16 Rata / Mosca
- I-17
- I-153
- I-180
- I-185
- IL-400 (I-1)
- R-1
- R-5
- R-Z
- TB-2 (L-2)
- TIS
- WIT

### Pomilio
- Pomilio PC/PD/PE/PY
- Pomilio FVL-8
- Pomilio BVL-12

### Polyteknisk Flyvegruppe (PFG)
- Polyt I – Segelflugzeug
- Polyt II – Segelflugzeug
- Polyt III – Segelflugzeug
- Polyt IV – Segelflugzeug, nicht ausgeführt
- Polyt V – Schleppflugzeug

### Porochowschtschikow
- Porochowschtschikow 1
- Porochowschtschikow 2
- Porochowschtschikow P-IV
- Porochowschtschikow P-V
- Porochowschtschikow P-VI

### Porterfield
- Flyabout
- Zephyr
- Collegiate

### Pöschel Aircraft
- Pöschel P 300

### Potez
- Potez VII
- Potez VIII
- Potez IX
- Potez X
- Potez XV
- Potez XVII
- Potez 25
- Potez 29
- Potez 32/33
- Potez 34
- Potez 36
- Potez 37/39
- Potez 43
- Potez 50
- Potez 54
- Potez 56
- Potez 58
- Potez 60
- Potez 62
- Potez 63 Serie
- Potez 65
- Potez 75
- Potez 91
- Potez 141
- Potez 161
- Potez 452
- Potez 840

### Praga
siehe: ČKD-Praga

### Priesel
- Kampfeinsitzer

### ProFe
- Banjo (Segelflugzeug)

### Promavia
- Jet Squalus

### Putilow
- Putilow Stal-2
- Putilow Stal-3
- Putilow Stal-5
- Putilow Stal-11

### Alfons Pützer KG
- Pützer Moraa (Motorraab)
- Pützer Dohle
- Pützer Elster
- Pützer Bussard
- Pützer MS-60

### PWS(Podlaska Wytwórnia Samolotów)
- P.W.S.10
- P.W.S.12
- P.W.S.16
- P.W.S.20
- P.W.S.24
- P.W.S.26
- P.W.S.33 Wyżeł

### PZL Bielsko
- SZD-6x Nietoperz
- SZD-7 Osa
- SZD-8 Jaskółka
- SZD-9 Bocian
- SZD-10 Czapla
- SZD-11 Albatros
- SZD-12 Mucha 100
- SZD-13 Wampir
- SZD-14 Jaskółka M
- SZD-15 Sroka
- SZD-16 Gil
- SZD-17x Jaskółka L
- SZD-18 Czajka
- SZD-19-2 Zefir 2
- SZD-20x Wampir 2
- SZD-21 Kobuz
- SZD-22 Mucha Standard
- SZD-23 Bocian 2
- SZD-24 Foka
- SZD-25 Lis
- SZD-26 Wilk
- SZD-27 Kormoran
- SZD-28
- SZD-29 Zefir 3
- SZD-30 Pirat
- SZD-31 Zefir 4
- SZD-32 Foka 5
- SZD-33 Bocian 3
- SZD-34 Bocian 3 (Ver. 2)
- SZD-35 Bekas
- SZD-36 Cobra 15
- SZD-37 Jantar
- SZD-38 Jantar 1
- SZD-39 Cobra 17
- SZD-40 Halny
- SZD-41 Jantar Standard
- SZD-42 Jantar 2/2b
- SZD-43 Orion
- SZD-45 Ogar
- SZD-48 Jantar Standard 2/3
- SZD-49 Jantar K
- SZD-50 Puchacz
- SZD-51 Junior
- SZD-52 Jantar 15 / Krokus
- SZD-54 Perkoz
- SZD-55 Promyk
- SZD-56 Diana
- SZD-59 Acro

### PZL Mielec
- PZL I-22 Iryda
- M-15 Belphegor
- M-17
- M-18 Dromader
- M-26 Iskierka
- M-28 Skytruck/Bryza
- PZL Mielec TS-11 Iskra

### PZL Warszawa-Okecie
- PZL P.6
- PZL P.7
- PZL P.11
- PZL P.24
- PZL.23 Karaś Leichter Bomber/Aufklärer
- PZL.37 Łoś Mittlerer Bomber
- PZL P.45 Sokół
- PZL.46 Sum Leichter Bomber/Aufklärer
- PZL P.48 Lampart
- PZL P.50 Jastrząb
- PZL-104 Wilga
- PZL-106 Kruk

### PZL Swidnik
- PZL PW-5
- PZL PW-6

## Q

### Quest Aircraft
- Quest Aircraft Kodiak

## R

### Raab-Katzenstein
- Raab-Katzenstein Kl.1 Schwalbe
- Raab-Katzenstein RK 2 Pelikan
- Raab-Katzenstein RK3 Phönix
- Raab-Katzenstein RK6 Kranich
- Raab-Katzenstein RK 7 Schmetterling
- Raab-Katzenstein RK 8 Marabu
- Raab-Katzenstein RK 9 Grasmücke
- Raab-Katzenstein RK 10
- Raab-Katzenstein RK 11
- Raab-Katzenstein RK 12 Motte
- Raab-Katzenstein RK 13
- Raab-Katzenstein RK 14
- Raab-Katzenstein RK 15
- Raab-Katzenstein RK 16
- Raab-Katzenstein RK 17
- Raab-Katzenstein Zögling
- Raab-Katzenstein Ente
- Raab-Katzenstein RK 25
- Raab-Katzenstein RK 26 Tigerschwalbe
- Raab-Katzenstein RK 27 Luftschiff
- Raab-Katzenstein RK 28
- Raab-Katzenstein RK 29 Deutsche Motte

### Raab Flugzeugbau Gesellschaft
- Raab RK25/32
- Raab RK25/34
- Raab Schwalbe II
- Raab Pelikan II
- Raab Grasmücke II
- Raab Tigerschwalbe II/IV und Tigerschwalbe 33
- Raab Adler

### Raab Flugzeugbau GmbH
- Ambrosini-Raab F.7 Rondone II
- M.d.B.-Raab 02 Aeroscooter
- Raab Grasmücke II

### Raytheon
- Beechjet 400 (Hawker 400)
- Hawker 800
- T-1 Jayhawk
- Raytheon T-6A
- Sentinel R1 zusammen mit Bombardier Aerospace

### Reggiane
(Vollständiger Name Officine Meccaniche Italiane S.A. Reggiane. Gehörte zur Caproni-Gruppe – auch als Caproni-Reggiane bezeichnet)
- Re.2000 Falco (Falke)
- Re.2001 Falco II (Falke II)
- Re.2002 Ariete (Widder)
- Re.2003
- Re.2005 Sagittario (Schütze)
- Re.2006 Sagittario II (Schütze II)
- Re.2007 (Düsenjäger-Prototyp, nicht vollendet)
- Re.2008 (Düsenjäger-Prototyp, nicht vollendet)

### Reiner Stemme Utility Air-Systems GmbH (RS-UAS)
- RS-UAS Q01
- RS-UAS RS10.e elfin
- RS-UAS SK202 geoexplorer

### Remos Aircraft GmbH
- G3-Mirage

### Renard
- Renard R-30
- Renard R-31
- Renard R-32
- Renard R-33
- Renard R-35
- Renard R-36
- Renard R-37
- Renard R-38
- Renard R-40
- Renard R-42
- Renard/Stampe & Vertongen RSV-22
- Renard/Stampe & Vertongen RSV-26
- Renard/Stampe & Vertongen RSV-32

### Republic
- Republic P-43 Lancer
- Republic P-44 Rocket
- Republic P-47 Thunderbolt
- Republic P-72 Super Thunderbolt
- Republic RC-1 & RC-3 Seabee
- Republic XF-12 Rainbow / RC-2
- Republic F-84 Thunderjet/Thunderstreak/Thunderflash
- Republic XF-91 Thunderceptor
- Republic YF-96 Thunderstreak
- Republic XF-103 (Projekt)
- Republic F-105 Thunderchief

### Rex
- Jagdeinsitzer
- 1915 Einsitzer
- 1917 Einsitzer

### Rhein-Flugzeugbau(RFB)
- Rheinflug RW-3
- Rheinflug RF-1
- RFB Sirius-II Motorsegler
- RFB Fanliner
- RFB Fantrainer
- RFB X-113
- RFB X-114
- RFB-215 (projektiert)
- RFB X-117 (projektiert)
- RFB Fanliner FL-5 (projektiert)

### Rhein-Westflug Fischer & Co.(RWF)
- RWF RW-3

### Rieseler Flugzeugbau Berlin-Johannisthal
- R II
- R III/22

### Rikugun
Rikugun Kokugijutsu Kenkyujo oder auch Army Aerotechnical Research Institute
- Ki-46-III-KAI
- Ki-93
- Ki-202 (Raketenjäger)

### Robertson
- Robertson VTOL

### Robin
- ATL
- DR 100
- DR 200
- DR 300
- DR 400
- DR 401
- HR 100
- HR 200
- R1000
- 1180
- R2000-Reihe
- R3000

### Rockwell International
- B-1 Lancer
- OV-10 Bronco
- X-31
- XFV-12
- Himat
- OV-101 Enterprise (Raumfähre)
- Jet Commander
- Aero Commander 500 / Shrike Commander

### Rogožarski(Prva Srpska Fabrika Aviona Zivojin Rogožarski)
- IK-3
- R-100
- PWT

### Rohrbach
- Rohrbach Ro I (Projekt)
- Rohrbach Ro II Wasserflugzeug mit Hilfsegeln
- Rohrbach Ro III „Rodra“
- Rohrbach Ro IV „Inverness“
- Rohrbach Ro V „Rocco“
- Rohrbach Ro VI „BeRo“
- Rohrbach Ro VII „Robbe“
- Rohrbach Ro VIII „Roland“
- Rohrbach Ro IX „Rofix“
- Rohrbach Ro X „Romar“ Wasserflugzeug Foto (Link hier bis der Artikel steht)

### Rolladen Schneider Flugzeugbau
- LS1 / LS1f
- LS2
- LS3
- LS4 / LS4b
- LS5
- LS6
- LS7
- LS8
- LS9
- LS10
- LS11/AFK1
- LSD Ornith

### Romeo
(IMAM)

### Roussel
- Roussel R.30

### Royal Aircraft Factory
- B.E.1
- B.E.2
- B.E.8
- B.E.12
- F.E.2
- F.E.8
- R.E.5
- R.E.7
- R.E.8
- S.E.1
- S.E.5

### Royal Thai Aircraft Factory
- BTO-1 Boripatra
- BKh-5 Pradipohok
- BTO-2
- BTO-4 Chandra
- BTO-5
- BChO-1 Pazmany
- BChO-2

### Rumpler
- Taube
- 4A13
- 4A15
- 4B11
- 4B12
- 5A4
- 4E
- 6A2
- 6B1
- 6B2
- 7D
- B.I
- C.I
- C.III
- C.IV
- C.V
- C.VII
- C.IX
- C.X
- D.I
- G.I
- G.II
- G.III

### Ruschmeyer
- Ruschmeyer R90

### RWD(Rogalski-Wigura-Drzewiecki)
- RWD-5
- RWD-6
- RWD-8
- RWD-9
- RWD-13
- RWD-14 Czapla (Reiher)
- RWD-15
- RWD-16
- RWD-17

### Ryan Aeronautical
- Spirit of St. Louis
- VZ-3 Vertiplane
- Ryan FR-1 Fireball
- Ryan XF2R Flying Shark
- Ryan PT-22
- Ryan S-C
- Ryan ST
- XV-5A/B Vertifan
- X-13 Vertijet
- Ryan YO-51 Dragonfly

### Ryson Aviation Corporation
- Ryson ST-100 Cloudster, Motorsegler

## S

### Saab
- Saab 17
- Saab 18
- Saab 21
- Saab 21R
- Saab 29 Tunnan
- Saab 32 Lansen
- Saab 35 Draken
- Saab 37 Viggen
- Saab 39 Gripen
- Saab 90 Scandia
- Saab 91 Safir
- Saab 105
- Saab 210, Experimentalflugzeug
- Saab 340
- Saab 2000
- Junkers Ju 86, Lizenzbau

### SABCA(Société Anonyme Belge de Construction Aéronautique)
- SABCA S-2
- SABCA S-20
- SABCA S-30
- SABCA S-40
- SABCA S-47 (in Italien: Caproni Ca.335)

### Sablatnig
- Sablatnig C I
- Sablatnig C II
- Sablatnig C III
- Sablatnig N I
- Sablatnig SF 1
- Sablatnig SF 2
- Sablatnig SF 3
- Sablatnig SF 4
- Sablatnig SF 5
- Sablatnig SF 6
- Sablatnig SF 7
- Sablatnig SF 8
- Sablatnig P III

### Sächsische Luftfahrt-Industrie GmbH
- S.F.I.-Gammelin Ga.1

### Salmson
- Salmson Sal II

### Saml(Società Anonima Meccanica Lombarda)
- Saml S.2

### Santos-Dumont
- Santos-Dumont 14-bis
- Santos-Dumont Demoiselle

### Saunders-Roe, (Saro)
- Saunders-Roe A.33
- Cloud
- Lerwick
- London
- Princess
- A.21 Windhover
- P.192
- SR.53
- SR.177
- Saunders-Roe SR.A/1

### Saunders
- Saunders ST-27
- Saunders ST-28

### Savary
- Savary

### Savoia-Marchetti
- S.50
- S.51
- S.52
- S.53
- S.55
- S.56
- S.57
- S.59
- S.62
- S.64
- S.66
- S.71
- S.72
- S.73
- S.74
- S.78
- SM.62
- SM.73
- SM.74
- SM.75 Marsupiale (Beuteltier)
- SM.76
- SM.77
- SM.79 Sparviero (Sperber)
- SM.81 Pipistrello (Fledermaus)
- SM.82 Canguro (Känguru)
- SM.83
- SM.84
- SM.85
- SM.86
- SM.87
- SM.88
- SM.89
- SM.90
- SM.91
- SM.92
- SM.93
- SM.95

### Savoia-Pomilio
- Savoia-Pomilio S.P.3

### Saweljew
- Saweljew-Vierdecker

### Scaled Composites, LLC
- Scaled Composites ARES Agile Responsive Effective Support (Model 151)
- Scaled Composites Boomerang (Model 202)
- Scaled Composites Solitaire (Model 202)
- SpaceShipOne (Model 316)
- Scaled Composites Proteus (Model 281)
- Scaled Composites Stratolaunch (Model 351)
- Scaled Composites Voyager
- Scaled Composites Vary EZ
- Virgin Atlantic GlobalFlyer (Model 311)
- Scaled Composites White Knight (Model 318)

### Schawrow
- Schawrow Sch-1
- Schawrow Sch-2
- Schawrow Sch-5
- Schawrow Sch-7

### Scheibe-Flugzeugbau
- Scheibe Mü 13 E Bergfalke I, Segelflugzeug
- Scheibe Bergfalke II/55, Segelflugzeug
- Scheibe Bergfalke III, Segelflugzeug
- Scheibe Bergfalke IV, Segelflugzeug
- Scheibe Zugvogel, Segelflugzeug
- Scheibe Zugvogel II, Segelflugzeug
- Scheibe Zugvogel III, Segelflugzeug
- Scheibe Zugvogel IV, Segelflugzeug
- Scheibe Specht, Segelflugzeug
- Scheibe Sperber, Segelflugzeug
- Scheibe Spatz, Segelflugzeug
- Scheibe L-Spatz, Segelflugzeug
- Scheibe L-Spatz 55, Segelflugzeug
- Scheibe SF 23 Sperling, Motorflugzeug
- Scheibe SF 24 Motorspatz, Motorsegler
- Scheibe SF 25 Falke A–K, Motorsegler
- Scheibe SF 26, Segelflugzeug
- Scheibe SF 27, Segelflugzeug
- Scheibe SF 27M, Motorsegler
- Scheibe SF 28 Tandemfalke, Motorsegler
- Scheibe SF 30 Club-Spatz, Segelflugzeug
- Scheibe SF 32, Motorsegler
- Scheibe SF 33, Motorsegler
- Scheibe SF 34, Segelflugzeug
- Scheibe SF 36, Motorsegler
- Scheibe SF 40 Mini Falke, Ultraleicht
- Scheibe SF 41 Merlin, Motorflugzeug
- Scheibe ULI, Ultraleicht
- Scheibe ULI 2, Ultraleicht
- Scheibe ULTRA, Ultraleicht
- Scheibe Coach, Ultraleicht

### Schempp-Hirth
- Gö-1 Wolf
- Gö-3 Minimoa
- Gö-4 Goevier
- Arcus
- Cirrus
- Discus, auch Discus 2
- Duo Discus, auch Duo Discus T (mit Ausklappmotor)
- Janus
- Nimbus, auch Mini-Nimbus, Nimbus 1, 2, 3, 3D, 4 und 4D
- Quintus
- Schempp-Hirth SHK
- Standard Cirrus
- Ventus, auch Ventus 2 und 3
- Standard Austria S

### Schleicher
- Hol’s der Teufel
- Prüfling
- Zögling
- Professor
- Mannheim
- Anfänger
- Schleicher Stadt Frankfurt
- Schleicher Rhönadler (1932, einsitzig, Entwurf: Jacobs)
- Schleicher Rhönbussard
- Falke
- Seeadler
- Condor, Baureihen: IIA, III
- SG 38
- Schleicher Luftkurort Poppenhausen
- Schleicher OBS
- Schleicher Rhönadler (1929, zweisitzig, Entwurf: Lippisch)
- Schleicher Olympia Meise
- Grunau Baby, Baureihen: IIa, IIb, III, IIIb
- Schleicher EW 18
- Schleicher ES49
- Schleicher Condor IV, Baureihe 3
- Schleicher Rhönlerche I
- Schleicher Ka 1, Rhönlaus
- Schleicher Ka 2, Rhönschwalbe, auch Ka 2b
- Schleicher Ka 3
- Schleicher Ka 4, Rhönlerche II
- Schleicher Ka 6, Baureihe 6: Rhönsegler, Baureihen: B, BR, BR-Pe, CR, CR-Pe, E
- Schleicher K 7, Rhönadler
- Schleicher K 8, Baureihen: B, C
- Schleicher K 9
- Schleicher K 10
- Schleicher AS12
- Schleicher ASW 12
- Schleicher ASK 13
- Schleicher ASK 14
- Schleicher ASW 15, Baureihen:  B
- Schleicher ASK 16
- Schleicher ASW 17, Baureihen: S, X
- Schleicher ASK 18, Baureihen: B
- Schleicher ASW 19, Baureihen: B, X
- Schleicher ASW XV, Prototyp
- Schleicher ASW 20, Baureihen: B, L, BL, F, FL, FLP, C, CL
- Schleicher ASK 21, Baureihen: Mi
- Schleicher AS 22-2, Prototyp
- Schleicher ASW 22, Baureihen: B, BL, BLE
- Schleicher ASK 23, Baureihen: B
- Schleicher ASW 24, Baureihen: E, TOP
- Schleicher ASH 25, Baureihen: E, M, Mi, MB, SL
- Schleicher ASH 26, Baureihen: E
- Schleicher ASW 27
- Schleicher ASW 28, Baureihen: 28-18, 28-18 E
- Schleicher ASG 29, Baureihen: E
- Schleicher ASH 30 Mi, in der Entwicklung
- Schleicher ASH 31 Mi
- Schleicher ASG 32
- Schleicher AS 33
- Schleicher AS 34 Me

### Schneider
- Schneider Jagdflugzeug

### Schneider-Grunau
- Grunau Baby I
- Grunau Baby II
- Grunau Baby III

Außerdem wurden diverse Schulgleiter gebaut, sowie die ES 49 und die ES 61 konstruiert, die jedoch von anderen Herstellern gebaut wurden.

### Schoettler
- Schoettler I (auch Schoettler BI), Aufklärungs- und leichtes Bombenflugzeug
- Schoettler III (auch Schoettler III oder Schoettler B3), Schulungsflugzeug
- Schoettler B4 (auch Schoettler S4)

### Schreck
(F.B.A.)

### Schtscherbakow
- Schtsche-2

### Schütte-LanzFlugzeugbau
- Schütte-Lanz D.I, Jagdflugzeug
- Schütte-Lanz D.III, Jagdflugzeug
- Schütte-Lanz Dr.I, Jagdflugzeug
- Schütte-Lanz D.IV, Jagdflugzeug
- Schütte-Lanz D.VI, Jagdflugzeug
- Schütte-Lanz D.VII, Jagdflugzeug
- Schütte-Lanz C.I, Aufklärer
- Schütte-Lanz G.I, Bomber
- Schütte-Lanz G.V, Bomber
- Schütte-Lanz R.I, Bomber

### Schwade Flugzeugbau
- Schwade C.I, Aufklärungsflugzeug

### Schweizer Aircraft Corporation
- Schweizer SGU 1-1, Segelflugzeug
- Schweizer SGS 1-19, Segelflugzeug
- Schweizer SGS 1-21, Segelflugzeug
- Schweizer SGS 2-22, Segelflugzeug
- Schweizer SGS 2-22B, Segelflugzeug
- Schweizer SGS 2-22C, Segelflugzeug
- Schweizer SGS 2-22D, Segelflugzeug
- Schweizer SGS 2-22E, Segelflugzeug
- Schweizer SGS 1-23, Segelflugzeug
- Schweizer SGS 1-23B, Segelflugzeug
- Schweizer SGS 1-23C, Segelflugzeug
- Schweizer SGS 1-23D, Segelflugzeug
- Schweizer SGS 1-23E, Segelflugzeug
- Schweizer SGS 1-23F, Segelflugzeug
- Schweizer SGS 1-23G, Segelflugzeug
- Schweizer SGS 1-23H, Segelflugzeug
- Schweizer SGS 1-26, Segelflugzeug
- Schweizer SGS 1-26B, Segelflugzeug
- Schweizer SGS 1-26C, Segelflugzeug
- Schweizer SGS 1-26D, Segelflugzeug
- Schweizer SGS 1-26E, Segelflugzeug
- Schweizer SGS 2-32, Segelflugzeug
- Schweizer SGS 2-33A, Segelflugzeug
- Schweizer SGS 1-34A, Segelflugzeug
- Schweizer SGS 1-34B, Segelflugzeug
- Schweizer SGS 1-35A, Segelflugzeug
- Schweizer SGS 1-35C, Segelflugzeug

### Scottish Aviation
- Bulldog
- Jetstream
- Pioneer
- Twin Pioneer

### SEPECAT
- Jaguar

### Seversky
- Seversky AT-12 – 2PA Guardsman
- Seversky SEV-1
- Seversky SEV-2
- Seversky SEV-3
- Seversky BT-8
- Seversky P-35

### Shanghai Aircraft
- Shanghai Y-10

### Shenyang
- Shenyang JJ-1
- Shenyang J-8 (NATO-Codename:  „Finback“)

### ShinMaywa(vor 1992:Shin Meiwa)
- Shin Meiwa PS-1
- Shin Meiwa US-1
- ShinMaywa US-2

### Short Brothers(Short)
- Short Admiralty Type 184
- L.17 Scylla
- No.3
- S.1 Cockle
- S.3 Springbok/Chamois
- S.5 Singapore I
- S.8 Calcutta
- S.12 Singapore II
- S.14 Sarafand
- S.17 Kent
- S.18 Knuckleduster
- S.19 Singapore III
- S.22 Scion Senior
- S.23 Empire
- S.25 Sunderland
- S.26 G-Class
- S.29 Stirling
- S.30 Empire
- S.35 Shetland
- S.45 Seaford / Solent
- S.C.1
- SC.5 Belfast
- SC.7 Skyvan
- Short 330
- Short 360
- Tucano T1

### SIA
- SIA-7B1

### SIAI-Marchetti
- SIAI-Marchetti SA.202 Bravo
- SIAI-Marchetti SM.101
- SIAI-Marchetti SM.102
- SIAI-Marchetti SM.1019
- SIAI-Marchetti SF.260
- SIAI-Marchetti S.205
- SIAI-Marchetti S.208
- SIAI-Marchetti S.210
- SIAI-Marchetti S.211
- SIAI-Marchetti SF.600 Canguro
- SIAI-Marchetti SF.700 Cormorano

### Siebel Flugzeugwerke
- Siebel Fh 104, „Hallore“
- Siebel Si 201, ein Prototyp
- Siebel Si 202, „Hummel“
- Siebel Si 204, deutsches Schul-, Verbindungs- und leichtes Transportflugzeug

### Siebelwerke-ATG GmbH
- SIAT 223 „Flamingo“, ein Trainingsflugzeug

### Siebert
- Siebert Sie 3

### Siemens-Schuckertwerke
- Siemens-Schuckert I
- Siemens-Schuckert Bulldog
- Siemens-Schuckert B
- Siemens-Schuckert E.I
- Siemens-Schuckert E.II
- Siemens-Schuckert D.I
- Siemens-Schuckert D.II
- Siemens-Schuckert D.III
- Siemens-Schuckert D.IV
- Siemens-Schuckert D.V
- Siemens-Schuckert D.VI
- Siemens-Schuckert Dr.I
- Siemens-Schuckert G.I
- Siemens-Schuckert G.II
- Siemens-Schuckert G.III (nur Projekt)
- Siemens-Schuckert L.I
- Siemens-Schuckert R.I
- Siemens-Schuckert R.II
- Siemens-Schuckert R.III
- Siemens-Schuckert R.IV
- Siemens-Schuckert R.V
- Siemens-Schuckert R.VI
- Siemens-Schuckert R.VII
- Siemens-Schuckert R.VIII
- Siemens-Schuckert R.IX

### Sikorsky Aircraft Corporation
Für die Sikorsky-Hubschraubertypen: siehe Liste der Hubschraubertypen
- Le Grand
- Russki Witjas
- Ilja Muromez
- Sikorsky Alexander Newski
- Sikorsky S-1
- Sikorsky S-2
- Sikorsky S-3
- Sikorsky S-4
- Sikorsky S-5
- Sikorsky S-6
- Sikorsky S-7
- Sikorsky S-8
- Sikorsky S-9
- Sikorsky S-10
- Sikorsky S-11
- Sikorsky S-12
- Sikorsky S-16
- Sikorsky S-17
- Sikorsky S-18
- Sikorsky S-19
- Sikorsky S-20
- Sikorsky S-29-A
- Sikorsky S-30
- Sikorsky S-31
- Sikorsky S-32
- Sikorsky S-33
- Sikorsky S-34
- Sikorsky S-35
- Sikorsky S-36
- Sikorsky S-37
- Sikorsky S-38
- Sikorsky S-39
- Sikorsky S-40
- Sikorsky S-41
- Sikorsky S-42
- Sikorsky S-43
- Sikorsky S-44

### Sino Swearingen Aircraft Corporation(Swearingen)
siehe Swearingen

### Siren SA
- Siren C.30 Edelweiss, Segelflugzeug

### Skandinavisk Aero Industri(SAI)
- SAI KZ I
- SAI KZ II
- SAI KZ III
- SAI KZ IV
- SAI KZ VII
- SAI KZ VIII
- SAI KZ X
- SAI KZ G1
- SAI KZ-Ellehammer

### Steen aero labs
- Skyboltskybolt.de

### Slingsby Aviation
- Baynes Bat
- T.1 Falcon
- T.2 Falcon
- T.3 Primary auch Dagling genannt
- T.4 Falcon 3
- T.5 Grunau Baby 2
- Hjordis
- T.13 Petrel, Segelflugzeug
- T.18 Hengist
- T.21, Segelflugzeug
- T.31 Tandem Tutor, Segelflugzeug
- T.34 Sky, Segelflugzeug
- T.38 Grasshopper
- T.42 Eagle, Segelflugzeug
- T.43 Skylark 1, Segelflugzeug
- T.43 Skylark 2, Segelflugzeug
- T.43 Skylark 3, Segelflugzeug
- T.45 Swallow, Segelflugzeug
- T.49B Capstan, Segelflugzeug
- T.50 Skylark 4, Segelflugzeug
- T.51 Dart 15, Segelflugzeug
- T.51 Dart 17, Segelflugzeug
- T.53, Segelflugzeug
- T.53C, Segelflugzeug
- T.59D Kestrel 19, Segelflugzeug
- T.59H Kestrel 22, Segelflugzeug
- T.61E Falke, Motorsegler
- T.65 Vega, Segelflugzeug
- T.67 Firefly
- HP-14C, Segelflugzeug

### Snecma
- C450 Coléoptère

### Snow Aeronautical
- Snow S-1
- Snow S-2

### SOCATA
- Rallye Serie (Morane-Saulnier)
- Socata TB in den Versionen
  - TB 9 Tampico Club
  - TB 10 Tobago
  - TB 20 Trinidad
  - TB 200 Tobago XL
  - TB 21 Trinidad TC
- TB 30 Epsilon
- TB 31 Omega
- TB 360 Tangara
- TBM 700
- TBM 850
- TBM 900

### Società Idrovolanti Alta Italia(SIAI)
- SIAI S.8
- SIAI S.9
- SIAI S.12
- SIAI S.13
- SIAI S.16
- SIAI S.17
- SIAI S.19
- SIAI S.21
- SIAI S.22
- SIAI S.23

### Société Antoinette
- Antoinette II
- Antoinette III
- Antoinette IV
- Antoinette VI
- Antoinette VII
- Antoinette VIII
- Antoinette Typ Latham Monobloc

### Sociéte Industrielle des Métaux et de Bois(SIMB)
- Bernard Ferbois V.2

### Société Provençale de Constructions Aéronautiques(SPCA)
- SPCA 81

### Soko
- Soko G-2 Galeb
- Soko G-4 Super Galeb
- Soko J-21 Jastreb
- Soko J-22 Orao
- Soko/Avioane J-22/IAR-93 Orao

### Sonex Aircraft
- Sonex
- Waiex
- Xenos

### Sopwith
- Sopwith Bat Boat
- Sopwith 1 ½ Strutter
- Sopwith Baby
- Sopwith Bulldog
- Sopwith Camel
- Sopwith Cuckoo
- Sopwith Dragon
- Sopwith Dolphin
- Sopwith Gnu
- Sopwith Gun Bus
- Sopwith L.R.T.Tr.
- Sopwith Hippo
- Sopwith Pup
- Sopwith Schneider
- Sopwith Snail
- Sopwith Snapper
- Sopwith Snark
- Sopwith Snipe
- Sopwith Swallow
- Sopwith Tabloid
- Sopwith Wallaby
- Three Seater
- Triplane

### Société de Production des Aéroplanes Deperdussin
- Deperdussin Typ B
- Deperdussin Monocoque
- SPAD A 1
- SPAD A 2
- SPAD A 3
- SPAD A 4
- SPAD A 5
- SPAD S.VII
- SPAD S.XI
- SPAD S.XII
- SPAD S.XIII
- SPAD S.XVII
- Blériot-SPAD S.XVIII
- Blériot-SPAD S.XX
- SPAD S.26
- SPAD S.31

### Spartan Aircraft Limited (UK)
- Spartan Arrow
- Spartan Clipper
- Spartan Cruiser
- Spartan Three Seater

### Spartan Aircraft Company(USA)
- Spartan Executive

### Sportavia-Pützer
- SFS-31 Milan (Scheibe)
- Sportavia RF 4D
- Sportavia RF 5
- Sportavia RF 5B Sperber
- Sportavia RF-6C (auch RS-180)
- Sportavia HLMS (Projektiert)
- Sportavia MS-75 (auch MS-II und Moself, Projektiert)
- Sportavia S-5 (Leiseflieger)
- Sportavia C.1 (Tarnflieger, RF 5C)
- Sportavia Leisetransporter (Projektiert)
- Sportavia RPV (Drohne, Projektiert)

### Sportinė Aviacija
- LAK-12
- LAK-17
- LAK-19
- LAK-20

### Stampe & Vertongen
- Stampe & Vertongen SV-4
- Stampe & Vertongen SV-5
- Stampe & Vertongen SV-7
- Stampe & Vertongen SV-10
- Stampe & Vertongen SV-22
- Stampe & Vertongen SV-26
- Renard/Stampe & Vertongen RSV-22
- Renard/Stampe & Vertongen RSV-26
- Renard/Stampe & Vertongen RSV-32

### Standard Aircraft Corporation
- Standard E-1
- Standard H-2
- Standard H-3
- Standard J-1

### Starck
- Starck AS 20

### Stearman Aircraft Corporation
- Boeing-Stearman PT-17
- Stearman XA-21

### Steen Aero Lab
- Steen Skybolt

### Stemme
- Stemme S2
- Stemme S6
- Stemme S8
- Stemme S10
- Stemme S12
- Stemme S15

### Stinson
- Stinson 108
- Stinson L-1
- Stinson L-5
- Stinson L-13
- Stinson Model A
- Stinson Model U
- Stinson SB-1
- Stinson SM-6000
- Stinson Reliant
- Stinson Voyager

### Suchoi
- P-1
- Su-2 (ANT-51)
- Su-5
- Su-6 (A)
- Su-8 (B)
- Su-9 (K)
- Su-10 (Je)
- Su-7 Fitter-A
- Su-9 Fishpot-B
- Su-11 Fishpot-C
- Su-15 Flagon
- Su-17 (1949) Versuchsjagdflugzeug
- Su-17 Fitter
- Su-20 Fitter
- Su-22 Fitter
- Su-24 (T-6) Fencer
- Su-25 (T-8) Frogfoot
- Su-26 (S-42) einsitziges Sportflugzeug/Kunstflugzeug
- Su-27 (T-10) Flanker
- Su-29 zweisitziges Sportflugzeug/Kunstflugzeug
- Su-30 (Su-27-Version)
- Su-31 einsitziges Sportflugzeug/Kunstflugzeug
- Su-32 Platypus (Su-27IB) zweisitziger Jagdbomber
- Su-33 (Su-27-Version u. a. für Flugzeugträger)
- Su-35 Flanker (Su-27-Version)
- Su-37 Terminator (Su-27-Version)
- Su-38 Einsitziges Agrarflugzeug
- Su-47 (S-37) Berkut
- Su-49 Doppelsitziges Sportflugzeug bzw. Flugtrainer
- Su-80 Leichter Transporter bzw. 30-sitziges Flugzeug
- Su-100 (T-4)
- T-3 Versuchs-Abfangjäger
- T-43 Versuchs-Abfangjäger
- T-47 Versuchs-Abfangjäger
- T-50 leichter Mehrzweckjäger
- UTB-2 Trainingsbombenflugzeug
- KR-860
- Superjet 100 zweistrahliges Verkehrsflugzeug

### Sud Aviation
- Caravelle

### Sud-Est /Société Nationale de Constructions Aéronautiques du Sud-Est(SNCASE)
- SNCASE SE.100 (ex LeO 50)
- SNCASE/Sud-Est SE.161 Languedoc
- SNCASE SE.200 Amphitrite (Flugboot, ex LeO H-49)
- SNCASE/Sud-Est SE.210 Caravelle
- SNCASE/Sud-Est SE.2010 Armagnac
- SNCASE/Sud-Est SE.5003 Baroudeur

### Sud-Ouest /Société Nationale de Constructions Aéronautiques du Sud-Ouest(SNCASO)
- Sud-Ouest SNCASO SO.30 Bretagne
- Sud-Ouest SNCASO SO.95 Corse
- Sud-Ouest SNCASO SO.4050 Vautour
- Sud-Ouest SNCASO SO.6000 Triton
- Sud-Ouest SNCASO SO.6020 Espadon
- Sud-Ouest SNCASO SO.7010 Pégase
- Sud-Ouest SNCASO SO.7060 Deauville
- Sud-Ouest SNCASO SO.9050 Trident

### Supermarine
- Supermarine Attacker
- Supermarine Baby
- Supermarine Nanuk
- Supermarine Nighthawk
- Supermarine S.4
- Supermarine S.5
- Supermarine S.6
- Supermarine S.6B
- Supermarine Scapa
- Supermarine Scimitar
- Supermarine Sea Eagle
- Supermarine Sea King
- Supermarine Sea Lion
- Supermarine Sea Otter
- Supermarine Seafang
- Supermarine Seafire
- Supermarine Seagull (1921)
- Supermarine Seagull (1948)
- Supermarine Seal
- Supermarine Solent
- Supermarine Southampton
- Supermarine Spitfire
- Supermarine Spiteful
- Supermarine Stranraer
- Supermarine Swan
- Supermarine Swift
- Supermarine Walrus

### Svenska Aero(Svenska Aero Aktiebolaget)
- Svenska Aero SA-10 Piraten
- Svenska Aero SA-11 Jaktfalken
- Svenska Aero SA-12 Skolfalken
- Svenska Aero SA-13 Övningsfalken
- Svenska Aero SA-14 Jaktfalken I – III
- Svenska Aero SA-15 Prototyp

### Swearingen(Sino Swearingen Aircraft Corporation)
- Sino-Swearingen SJ30-2, Geschäftsreiseflugzeug
- Fairchild Swearingen Metro, Kurzstreckenpassagiermaschine
- Fairchild Swearingen Merlin, Geschäftsreiseflugzeug